# Wesel-Dattelnkanaal
Het Wesel-Dattelnkanaal (Duits: Wesel-Datteln-Kanal, ook wel tot WDK afgekort) is een scheepvaartkanaal in Duitsland, deelstaat Noordrijn-Westfalen. Het loopt parallel aan de Lippe en is tussen 1915 en 1930 aangelegd om de vrachtscheepvaart in het Ruhrgebied een alternatief voor de moeilijk bevaarbare Lippe te bieden. Het WDK wordt druk bevaren door zowel vrachtschepen als plezierboten. Het is op een gedeelte van het kanaal toegestaan erin te zwemmen. Dit kan voor kapiteins van vrachtschepen tot riskante situaties leiden.
Het kanaal, waarvan het waterpeil aan de oostkant voorbij Datteln hoger ligt dan aan de westkant, waar het eindigt in de Rijn bij Wesel, loopt van oost naar west langs Haltern am See, de chemiehaven Marl, langs Dorsten, Schermbeck en Hünxe. Ten zuiden van Wesel mondt het via een binnenhaven van die stad uit in de Rijn.
In het kanaal liggen zes sluizen, waarvan een in het uiterste oosten bij Datteln en een in het uiterste westen in Wesel. Het kanaal is ingedeeld in CEMT-klasse Vb.
Aan het kanaal liggen niet alleen diverse binnenhavens voor de vrachtscheepvaart, maar ook verscheidene jachthavens en andere voorzieningen voor de pleziervaart.

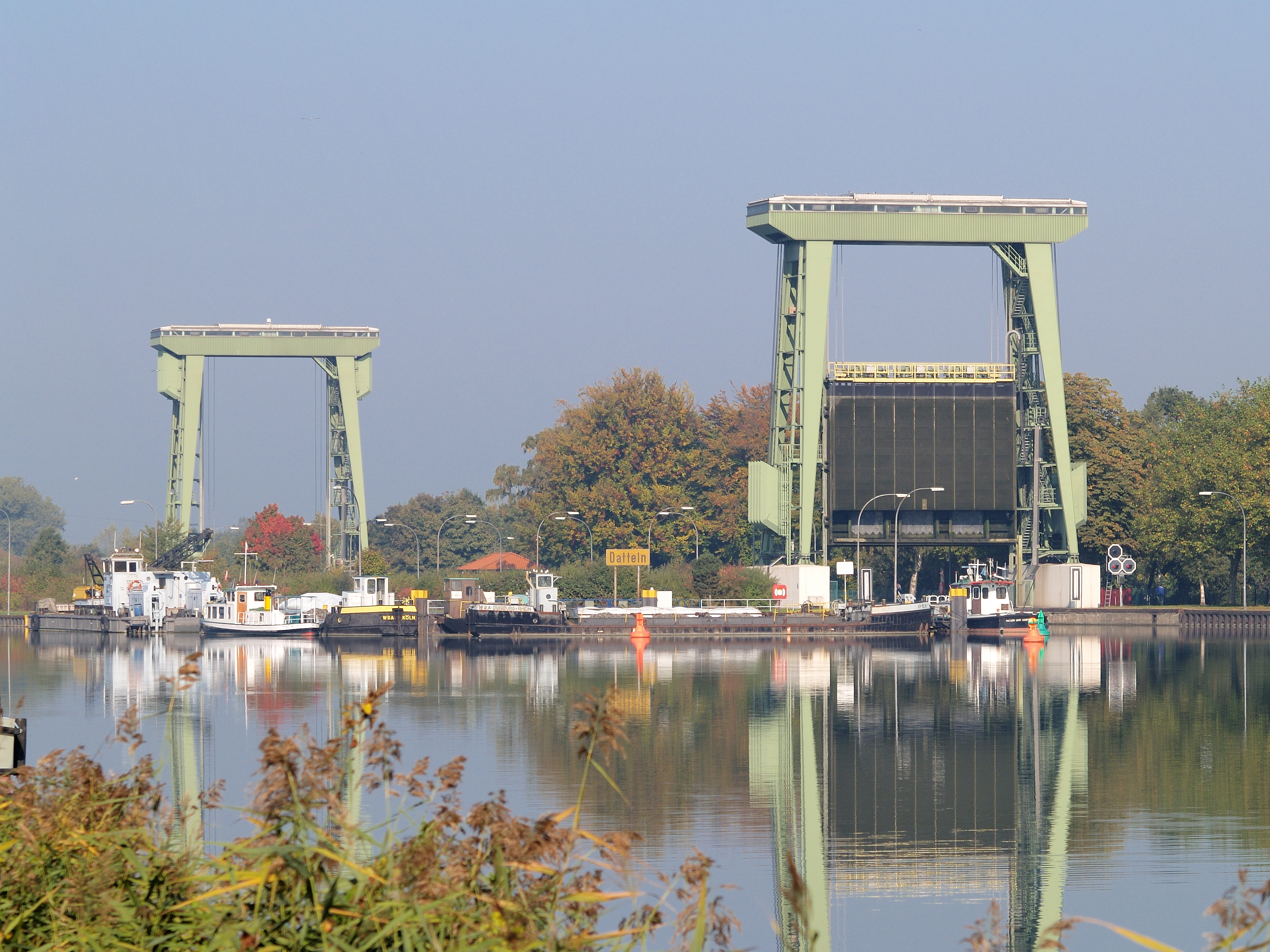
Sluis bij Datteln in het WDK
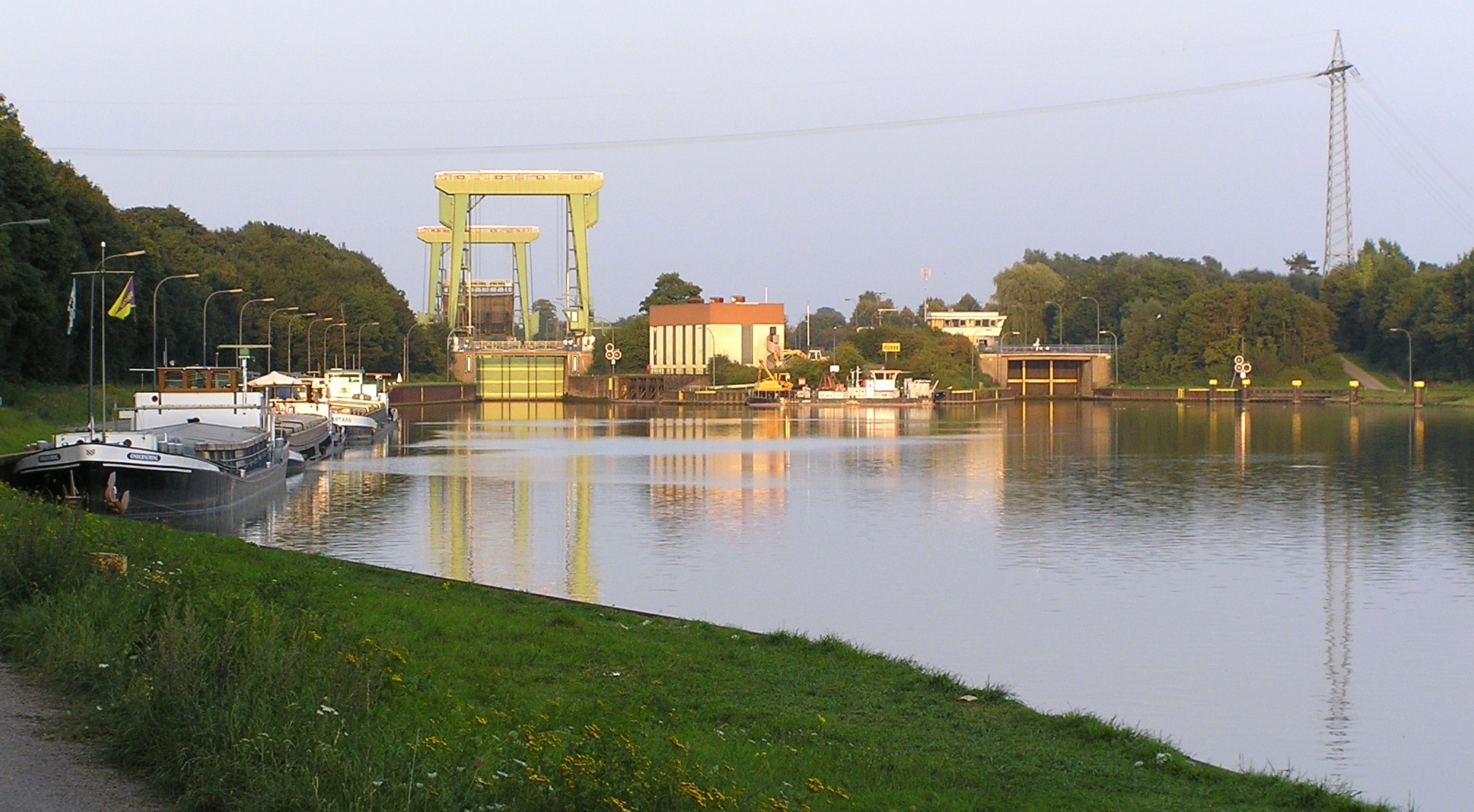
Sluis bij Hünxe in het WDK
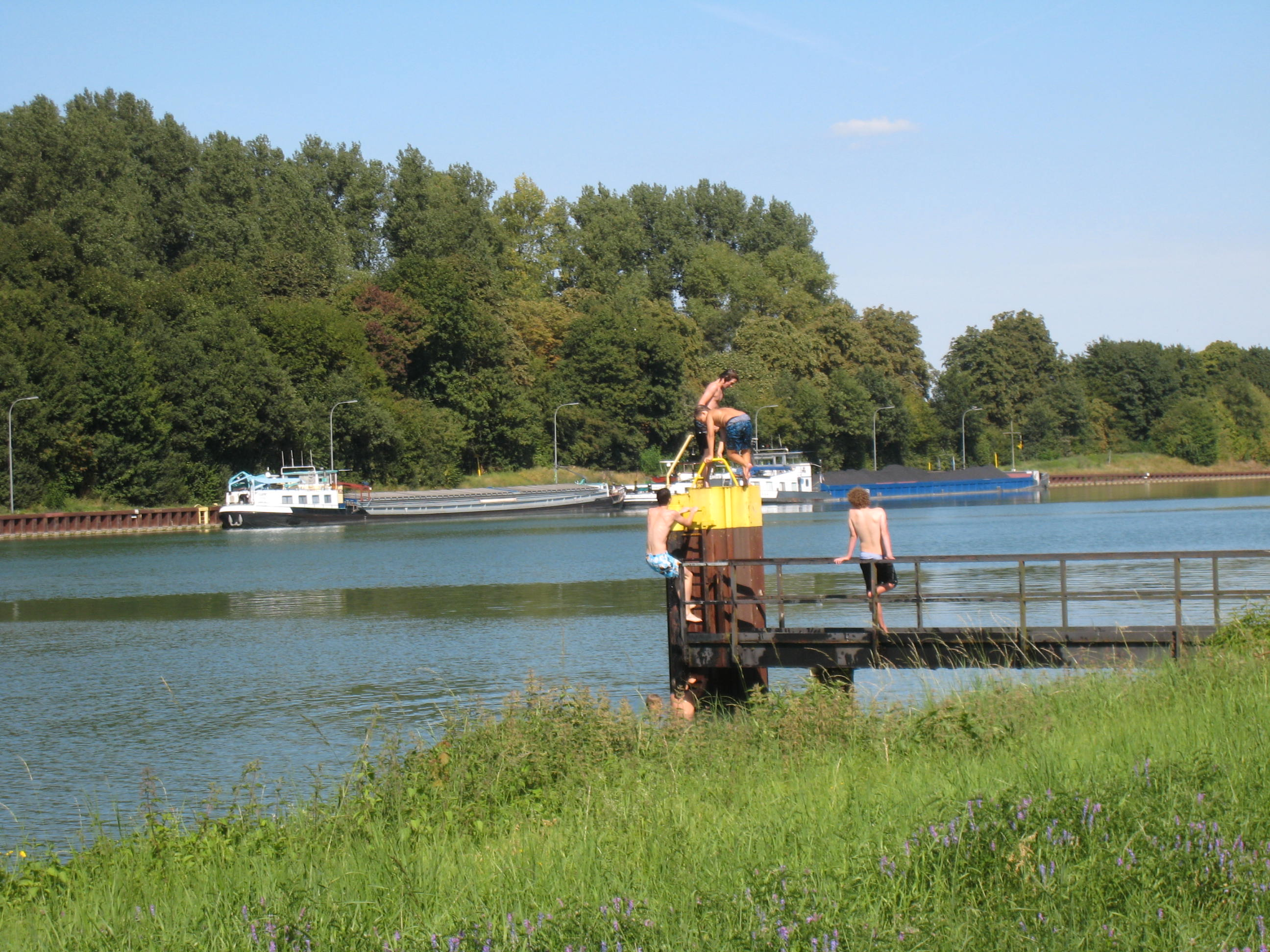
Zwemmen in het WDK is toegestaan